# Rafael Contreras
Rafael Contreras ist ein ehemaliger Fußballspieler, der in den späten 1940er Jahren für diverse Vereine in der mexikanischen Liga Mayor spielte.
In der Saison 1945/46 stand Contreras bei der Asociación Deportiva Orizabeña (A.D.O.) unter Vertrag und erzielte gleich am ersten Spieltag im Heimspiel gegen den Club Atlas beide Treffer zum 2:0-Sieg der Albinegros. Insgesamt erzielte Contreras in dieser Saison sechs Treffer und beim 5:1-Heimsieg gegen den Club América am 2. Dezember 1945 gelang ihm noch einmal ein „Doppelpack“.
In der darauffolgenden Saison 1946/47 spielte Contreras für den Stadtrivalen Moctezuma und erzielte in dieser Saison lediglich einen Treffer beim 4:2-Auswärtssieg gegen den Club Atlas am 25. August 1946.
In der Saison 1947/48 bestritt Contreras 2 Punktspiele für den CD Guadalajara.
In der Saison 1948/49 stand Contreras beim Hauptstadtverein Asturias unter Vertrag und erzielte insgesamt drei Treffer; den ersten davon ausgerechnet gegen seinen ehemaligen Verein A.D.O., der am 30. September 1948 mit 5:1 bezwungen wurde.